# Neo-Konföderierte
Neo-Konföderierte bezeichnet Anhänger einer Ideologie, die sich auf die Situation der 11 US-Südstaaten („Konföderierte Staaten von Amerika“) vor dem amerikanischen Bürgerkrieg 1861 bis 1865 beruft und im Prinzip zu den damals herrschenden Verhältnissen zurückkehren will. Sie sehen sich u. a. gegenüber den US-Nordstaaten benachteiligt, welche damals z. B. die Sklaverei abschafften.
Die Ideologie von Neo-Konföderierten ist konservativ bis revisionistisch. Neben einer Verklärung der Südstaaten vor dem Bürgerkrieg und der These des Lost Cause of the Confederacy, wird die Auffassung vertreten, dass die Loslösung der Südstaaten und Bildung der Konföderierten Staaten zur Verteidigung der Rechte der Bundesstaaten erfolgte. Vertreter eines Neo-Konföderationalismus vertreten zusätzlich traditionelle Geschlechterrollen, lehnen Demokratie eher ab, sind feindlich gegenüber Homosexualität eingestellt, und vertreten Auffassungen bezüglich „Rassen“, die eine Rassentrennung und angebliche Überlegenheit der Weißen propagieren. Offener Rassismus wird dabei von einigen Anhängern der Ideologie abgelehnt. Neo-Konföderierte neigen zur Befürwortung einer starken Grenzsicherung und zur Einschränkung von Rechten von Nicht-Amerikanern. In neuerer Zeit tendieren Vertreter dieser Ideologie Masken- und Impfpflichten in der Coronakrise abzulehnen und Falschinformationen zur COVID-19-Pandemie zu verbreiten.